# ティモシー・デライク
ティモシー・デライク（Timothy Derijck、1987年5月25日 - ）は、ベルギー・フラームス＝ブラバント州リーデルケルケ出身のサッカー選手。KVコルトレイク所属。